# مارتن لارندو
 مارتن لارندو (انگلیسی: Martin Laurendeau؛ زاده ۱۰ ژوئیهٔ ۱۹۶۴) یک تنیس‌باز اهل کانادا است.